# Corporació Municipal de Chennai
La Corporació Municipal de Chennai (abans de 1996 Corporació Municipal de Madras) és el cos governamental que administra la ciutat de Chennai, capital de Tamil Nadu, a l'Índia. És la corporació més antiga de la Commonwealth fora de la Gran Bretanya. Actualment és dirigida per un alcalde escollit entre el 155 consellers o regidors (un per cada secció o ward de la ciutat, vegeu Wards de Chennai).